# Cleo Fields
Cleo Fields (Port Allen, 22 novembre 1962) è un politico statunitense, membro della Camera dei Rappresentanti per lo stato della Louisiana dal 2025 ed in precedenza dal 1993 al 1997.

## Biografia

### Primi anni e formazione
Nato a Port Allen, settimo di dieci figli, restò orfano di padre all'età di quattro anni. Fields frequentò l'università laureandosi in giurisprudenza e lavorò in un punto vendita McDonald's per aiutare economicamente la famiglia.

### Carriera politica
Mentre era ancora uno studente universitario, Fields intraprese la strada della politica, candidandosi con il Partito Democratico per un seggio all'interno del Senato dello Stato della Louisiana. Fields riuscì a sconfiggere l'avversario in carica Richard Turnley, che l'aveva definito "un giovane molto ambizioso e un astuto attivista". Ottenne il sostegno degli ambientalisti e lavorò per promuovere l'inclusione delle minoranze nell'ambito politico.

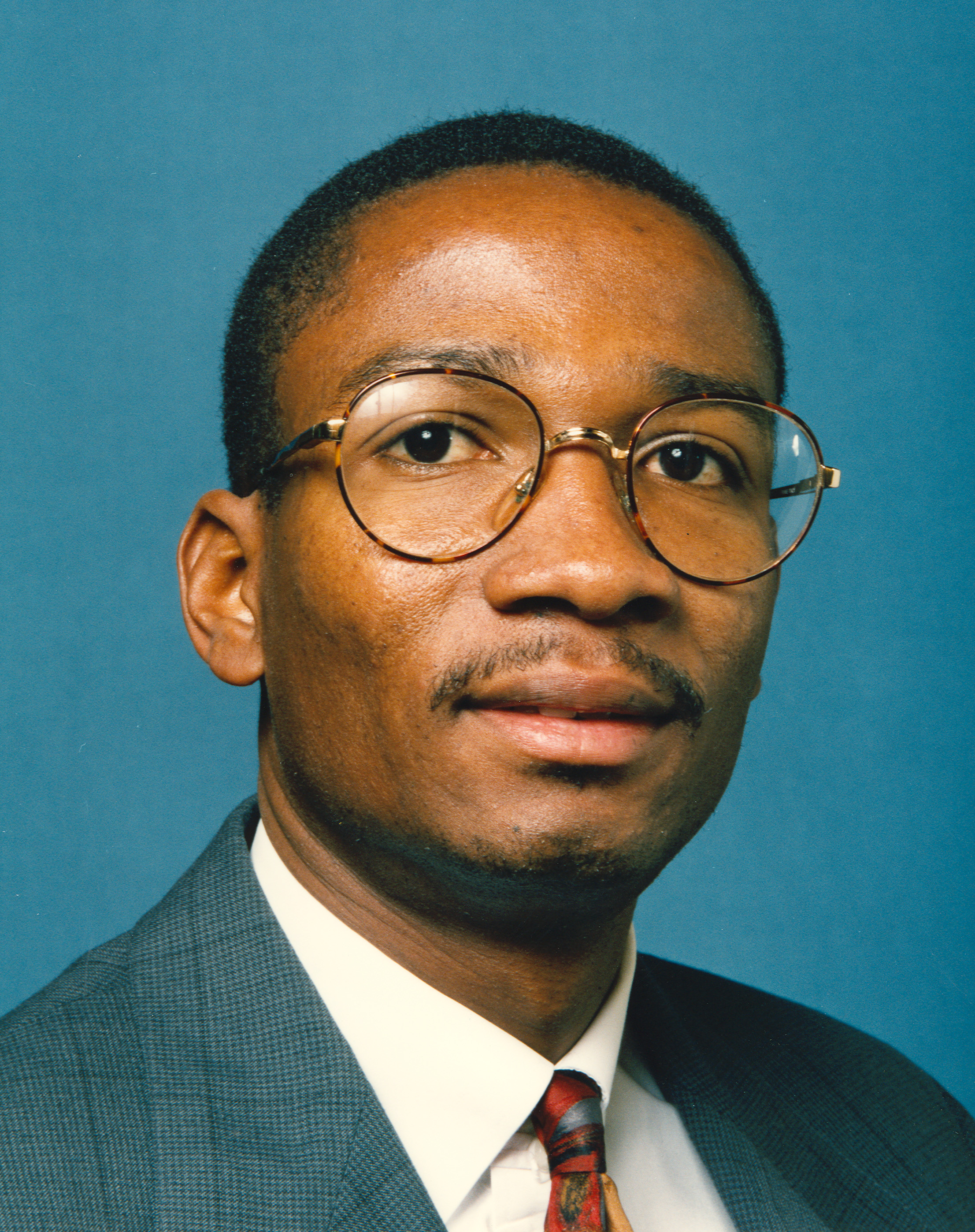
Ritratto di Cleo Fields nel 104º Congresso degli Stati Uniti d'America

Restò in carica per i successivi sei anni. Nel 1990 si candidò infruttuosamente alla Camera dei Rappresentanti, venendo sconfitto dal deputato repubblicano in carica Clyde C. Holloway.
Nel 1992 si candidò nuovamente alla Camera, questa volta in un distretto a maggioranza afroamericana. Giunse al primo posto nelle primarie su sette candidati, per poi vincere il ballottaggio con oltre il 73% dei voti. Divenne così deputato all'età di trent'anni.
Durante la sua permanenza al Congresso, Fields si caratterizzò come progressista. Come legislatore, fu particolarmente impegnato a destinare fondi economici all'istruzione e alla protezione dei consumatori. Fu membro della Commissione bancaria e della Commissione per le piccole imprese.
Il distretto di Fields fu ridefinito per raccogliere una popolazione nera più numerosa e lui fu così rieletto nel 1994. Tuttavia, la circoscrizione venne ritenuta incostituzionale dalla Corte Suprema e pertanto smantellata; nel 1996, Fields annunciò che non si sarebbe candidato per un nuovo mandato.
Nel 1995 si era candidato invece alla carica di governatore della Louisiana. Fields, che puntava a divenire il primo governatore nero dello stato dopo la Ricostruzione, decise di non enfatizzare il colore della sua pelle come strumento politico; dichiarò: "Quando un bambino piange, non è un bambino bianco o un bambino nero, è un bambino affamato. Quando le persone piangono per le opportunità di lavoro, non sono bianchi o neri, sono disoccupati". Nelle primarie, riuscì a superare Mary Landrieu accedendo al ballottaggio contro il repubblicano Mike Foster. Mary Landrieu, figlia del popolare politico Moon Landrieu, era data come favorita per accedere al ballottaggio, ma per evitare di disperdere il voto dei democratici su più candidati, affermò in campagna elettorale che Cleo Fields non sarebbe stato in grado di sconfiggere Foster. Per tutta risposta, Fields accusò l'avversaria di aver veicolato un messaggio razzista. Mary Landrieu, rimasta fuori dal secondo turno per meno di un punto percentuale di scarto da Fields, rifiutò di concedergli il suo appoggio pubblico; Fields perse il ballottaggio in maniera schiacciante a favore di Foster, che venne eletto governatore. Per tale motivo, Fields rifiutò inizialmente di appoggiare la candidatura di Mary Landrieu alle combattute elezioni per il Senato del 1996, finché lo strappo tra i democratici venne ricucito su intervento dell'allora Presidente Bill Clinton, data l'importanza di quella gara per la maggioranza. Quando, nel 2002, Mary Landrieu si candidò per la rielezione, fu criticata dalla base democratica per essersi proposta come una candidata troppo in linea con George W. Bush e lo stesso Fields minacciò di candidarsi alle primarie contro di lei per spingerla a condurre una campagna più vicina ai bisogni dell'elettorato democratico; la lotta per la rielezione fu molto aspra e alla fine Fields annunciò pubblicamente il suo sostegno alla candidata democratica nonostante i loro antichi dissapori, spingendo gli elettori neri a recarsi alle urne.

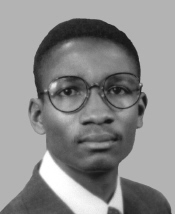
Cleo Fields alla Camera

Nel 1997, Cleo Fields si candidò per il suo vecchio seggio all'interno della legislatura statale della Louisiana, riuscendo ad essere eletto. Vi restò fino al 2008, quando fu costretto a lasciare il seggio per via dei limiti di mandato imposti dalla costituzione statale. Nel 2019, si candidò ancora per il seggio e anche in questa occasione riuscì ad essere eletto.
Negli anni, Fields restò un importante esponente della comunità nera della Louisiana. A lui viene attribuita la versione originale di una citazione che divenne popolare dopo la vittoria di Barack Obama nelle elezioni presidenziali del 2008. Nel mese di febbraio di quell'anno, parlando pubblicamente ad un simposio a New Orleans, Fields affermò: "Rosa Parks si è seduta in modo che potessimo alzarci in piedi. Martin Luther King ha marciato in modo che Jesse Jackson potesse candidarsi. Jesse Jackson si è candidato in modo che Obama potesse vincere". La citazione di Fields fu poi abbreviata dal rapper Jay-Z nel brano "My President Is Black": "Rosa Parks sat so Martin Luther could walk/ Martin Luther walked so Barack Obama could run/ Barack Obama ran so all the children could fly" ("Rosa Parks si è seduta in modo che Martin Luther potesse camminare / Martin Luther ha camminato in modo che Barack Obama potesse correre / Barack Obama ha corso in modo che tutti i bambini potessero volare").
Nel 2023, i tribunali federali sancirono che la mappa congressuale della Louisiana fosse viziata da una discriminazione razziale incostituzionale ed ordinarono la creazione di un distretto a maggioranza afroamericana, in conformità con quanto previsto dal Voting Rights Act. Fields si candidò per il seggio in occasione delle elezioni parlamentari del 2024.

### Controversie
Fields fu criticato pubblicamente quando emerse che aveva abusato dei suoi privilegi da deputato inviando newsletter al suo distretto, al costo di circa 46.000 dollari, pagati con fondi pubblici, che furono utilizzati per la sua candidatura a governatore.
Durante il processo del 1997 all'ex governatore Edwin Edwards, il pubblico ministero divulgò un video di sorveglianza dell'FBI che mostrava Cleo Fields mentre riceveva una grossa quantità di contanti (circa 20.000 dollari) che, secondo l'accusa, sarebbe servita ad influenzare i voti nella concessione delle licenze dei casinò. Fields non venne mai formalmente accusato di reati. All'epoca, Fields dichiarò che l'incidente era solo un'innocente transazione d'affari tra amici e affermò che c'era una spiegazione dietro la faccenda, promettendo di spiegarla una volta terminata la vicenda giudiziaria. Tuttavia, alla fine Fields non fornì alcuna spiegazione, sostenendo che all'epoca dei fatti non svolgeva alcun incarico da funzionario eletto, pertanto non era obbligato a giustificarsi pubblicamente.